# Косим
Косим (рум. Kosim) — левый приток реки Когильник, расположенный на территории Бессарабского района (Молдавия).

## География
Длина — 24 км. Площадь бассейна — 96,6 км². Русло реки (отметки уреза воды) в среднем течении () находится на высоте м над уровнем моря. Русло выпрямлено в канал (канализировано). На реке создано водохранилище (восточнее села Садаклия), которое по данным спутникового снимка на 2018 год без воды. По состоянию местности на 1985 год, плотина (земляная) водохранилища длиной 430 м, шириной по верху 3 м; отметка верхнего уровня воды водохранилища 79,8, нижнего — 77,5.
Берёт начало западнее села Богдановка. Река течёт на юг. Впадает в реку Когильник (на 132-м км от её устья) между сёлами Карабетовка и Иордановка.
Притоки: (от истока к устью) нет крупных.
Населённые пункты (от истока к устью):
1. Карабетовка